# NGC 426
NGC 426 (другие обозначения — UGC 760, MCG 0-4-35, ZWG 385.26, NPM1G −00.0041, PGC 4363) — эллиптическая галактика (E) в созвездии Кит.
Этот объект входит в число перечисленных в оригинальной редакции «Нового общего каталога».
NGC 426 входит в группу из 5 галактик под названием NGC 429, где последняя является самой большой галактикой в этой группе. Помимо NGC 429, в группу входят NGC 430, NGC 442 и IC 1639.